# Aquada

Gibbs Aquada

Aquada är en modern amfibiebil som tillverkas av Gibbs Technologies Ltd i Storbritannien. Aquadan har hastighetsrekordet för amfibiefordon. 160 km/h på land och 20 km/h i vatten. Serietillverkning beräknas starta i USA inom snar framtid. 
Gibbs tillverkar även en annan amfibiebil, Humdinga, som har lite mer militärt utseende, samt en amfibieskoter Quadski. Alla dessa tre fordon finns även i militär version, då Gibbs ursprungligen tog fram rent militära produkter. 